# Burcard III de Suàbia
Burcard III (915; † de 12 novembre de 973) comte de Turgòvia i de Zúric i pot ser de Rècia, que fou duc de Suàbia del954 a la seva mort el 973. Era el fill de Burcard II de Suàbia i de Regelinda.
Al moment de la mort del seu pare el 926, Burcard II era encara jove i va ser per tant enviat a Saxònia per a la seva seguretat quan el duc Herman I de Suàbia va agafar la successió. A Saxònia es va casar una primera vegada a un membre de la família Immedinger. Del seu matrimoni va néixer dos fills: Dedi d'Hassegau, el fundador de la casa de Wettin, i Burcard de Liesgau. Després, es va casar una segona vegada amb Hedwiga, filla d'Enric I de Baviera. Burcard va construir la gran fortalesa del cim de Hohentwiel, i Hedwiga va fundar el monestir de Saint-Georges al mateix indret, però el seu matrimoni va quedar sense fills.
Després de la rebel·lió del duc Liudolf de Suàbia, fill del rei Otó I, el 954, el rei va llegar el títol de duc al seu nebot per aliança al consell general d'Arnstadt. Burcard era un amic íntim d'Otó i de la seva reina, Adelaida de Borgonya. Era sovint a la cort reial i acompanyava Otó a la seva campanya contra els magiars estant present en la gran batalla de Lechfeld el 10 d'agost de 955. El 965, va fer una tercera campanya contra Berenguer II d'Itàlia. A la batalla del Po el 25 de juny, Burcard va derrotar els magnats llombards i va restaurar el control dels Otonians sobre Itàlia i els principats al sud de la península va poder ser controlats el 972. El 973, va morir i va ser enterrat a la capella de Saint-Erasmus al monestir sobre l'Illa de Reichenau situat al llac de Constança. Otó I fill de Ludolf, el va succeir.
| 909 | 909       | 911       | 911 | 915 | 915       | 917       | 917        | 926        | 926      | 950      | 950    | 954    | 954         | 973         | 973   | 982   | 982      | 997      | 997 |
|     | Burcard I | Burcard I | —   | —   | Erchanger | Erchanger | Burcard II | Burcard II | Herman I | Herman I | Ludolf | Ludolf | Burcard III | Burcard III | Otó I | Otó I | Conrad I | Conrad I |     |

| 997 | 997       | 1003      | 1003       | 1012       | 1012     | 1015     | 1015      | 1030      | 1030      | 1038      | 1038      | 1045      | 1045   | 1048   | 1048    | 1057    | 1057   | 1079   | 1079 |
|     | Herman II | Herman II | Herman III | Herman III | Ernest I | Ernest I | Ernest II | Ernest II | Herman IV | Herman IV | Enric III | Enric III | Otó II | Otó II | Otó III | Otó III | Rodolf | Rodolf |      |

| 1079 | 1079       | 1105       | 1105        | 1147        | 1147         | 1152         | 1152        | 1167        | 1167       | 1170       | 1170 |
|      | Frederic I | Frederic I | Frederic II | Frederic II | Frederic III | Frederic III | Frederic IV | Frederic IV | Frederic V | Frederic V |      |

| 1170 | 1170        | 1191        | 1191      | 1196      | 1196    | 1208    | 1208   | 1212   | 1212         | 1216         | 1216     | 1235     | 1235      | 1254      | 1254     | 1268     | 1268 |
|      | Frederic VI | Frederic VI | Conrad II | Conrad II | Felip I | Felip I | Otó IV | Otó IV | Frederic VII | Frederic VII | Enric II | Enric II | Conrad IV | Conrad IV | Conrad V | Conrad V |      |

| #90cfcf Bucàrdides (blau fosc) — | #afffff Otonians (blau clar) — | #90ee90 Conradians (verd clar) — | #bfcf90 Babenberg (verd fosc) — | #ffff90 Hohenstaufen (groc) |